# Tokooos
Albums de Fally Ipupa
Power "Kosa Leka"
(2013) Control
(2018)
Singles
1. Kiname (feat. Booba)
Sortie : 7 décembre 2016
2. Eloko Oyo
Sortie : 7 avril 2017
3. Bad Boy (feat. Aya Nakamura)
Sortie : 16 juin 2017
4. Jeudi Soir
Sortie : 26 juin 2017

Tokooos est le quatrième album studio du chanteur congolais Fally Ipupa sorti le 7 juillet 2017 sur le label Elektra France, et distribué par Warner Music France.

## Genèse
En avril 2013, quelques jours après avoir sorti son troisième opus, Power "Kosa Leka", un album rumba beaucoup plus orienté vers la musique urbaine que ses deux précédents albums avec des titres tels que Sweet Life "La vie est belle", Service, Ndoki, Bruce, Fally signe un contrat de trois albums avec le label AZ de la major Universal Music Group.
Avant de se consacrer à la réalisation de son premier album urbain, il s'occupe de mettre en avant son propre label F'Victeam en publiant le 5 mai 2014 un single dénommé Original et pour récompenser les membres de son groupe d'accompagnement qui l'accompagnent depuis ses débuts, il produit et réalise Libre Parcours, un double album de vingt-trois titres où vingt membres auront la chance de signer et parfois interpréter un titre. Fally participera en tant que featuring à sept titres. L'album sortira le 10 mars 2015.
Le 06 octobre 2022, l'album est officiellement certifié disque d'or en France.

## Composition et production
Fin 2014, il annonce que son album se nommera Neti na film qui se traduit littéralement par "Comme dans un film", son nouveau slogan.
En octobre 2015, il annonce une collaboration avec Wizkid.
Le nom du projet, la cover et la tracklist sont dévoilés le 13 juin 2017, on y découvre le nom du projet qui est Tokooos et qu'il se compose de dix-huit titres. Tokooos se démarque de ses précédents projets. L'album est d'un style entièrement urbain avec un mélange de R&B, de rumba, d'afropop et de rap. Point commun avec ses précédents projets (hormis Power "Kosa Leka"), l'album contient des collaborations. On y trouve les rappeurs français Booba (sur le morceau Kiname), MHD pour la deuxième fois (sur le morceau Na Lingui Yé), le chanteur nigérian Wizkid (sur le morceau Yakuza), le duo KeBlack & Naza (sur le morceau Mannequin), les chanteuses Shay (sur le morceau Guerrier), Aya Nakamura (sur le morceau Bad Boy), et le chanteur américain R. Kelly (sur le morceau Nidja). Le public lui reproche surtout de ne pas avoir assez utilisé le lingala au sein de ce projet au profit du français et de l'anglais, il y a tout de même trois chansons entièrement en lingala intitulé Posa, Eloko Oyo ou le morceau Champ qui rappelle un peu Original.

## Promotion
Le premier extrait, Kiname, est sorti le mercredi 7 décembre 2016 et a été annoncé le 23 novembre 2016 par Booba sur Instagram avec un extrait de quelques secondes où on peut auditionner une partie de l'instrumental. Fally annoncera à son tour la date de sortie du morceau le 4 décembre 2016 soit 3 jours avant. Le single atteint la 10e place des singles les plus vendus lors de sa première semaine d'exploitation. Le clip sort le 14 décembre 2016 à l'occasion de l'anniversaire de Fally. Il sera certifié single d'or le 16 mai 2017.
Le second extrait du projet est intitulé Eloko Oyo et sort le 7 avril 2017 accompagné de son clip. La chanson est une reprise du titre Visa Bomengo du défunt chanteur congolais Mabele Elisi. Avant d'être sortie en chanson studio, c'était une chanson traditionnelle appartenant à l'ethnie Mongo. Fally est accusé de plagiat par les musiciens d'Elisi, ce qui est démenti par la veuve de ce dernier qui affirme avoir donné officiellement l'autorisation à Fally de reprendre cette chanson. Le clip est tourné à Paris et Kinshasa, la première ville représente la modernité et la deuxième représente la culture traditionnelle et le folklore, c'est un énorme succès avec 10 millions de vues en un mois. Le 16 juin 2017, tout en rendant disponible l'album en précommande, il publie, sans annonce, le clip de Bad Boy en featuring avec la chanteuse Aya Nakamura.
Dans le cadre de la promotion de Tokooos, Fally Ipupa devait se produire le 22 juin 2017 en concert à La Cigale de Paris mais son concert est annulé la veille par la Préfecture de police de Paris qui craignait des « troubles graves à l’ordre public » dû aux Combattants (des opposants au régime actuel en place en RDC) qui n'acceptent pas que les artistes congolais se produisent en Europe et sa diaspora, les considérant comme des proches du pouvoir.
Après la sortie du projet, Fally pousse la promotion au maximum en accordant des interviews aux journaux Le Monde, Paris Match, aux chaînes France 24, Africa 24, TV5 Monde, BFM TV, et aux chaînes de radio RFI, Africa n°1 et à quelques sites Internet comme OKLM.com. Skyrock, lui consacre notamment une semaine sur Planète Rap.

## Clips vidéo
- Kiname (feat. Booba), dévoilé le 14 décembre 2016.
- Eloko Oyo, dévoilé le 7 avril 2017.
- Bad Boy (feat. Aya Nakamura), dévoilé le 16 juin 2017. (réalisation : Lucas "Styck" Maggiori)
- Na Lingui Yé (feat. MHD), dévoilé le 7 juillet 2017.
- Jeudi Soir, dévoilé le 27 juillet 2017. (réalisation : Lucas "Styck" Maggiori)
- Mannequin (feat. KeBlack & Naza), dévoilé le 3 novembre 2017. (réalisation : Lucas "Styck" Maggiori)
- Nidja (feat. R. Kelly), dévoilé le 2 février 2018.
- Tout le monde danse, dévoilé le 28 février 2018. (réalisation : Lucas "Styck" Maggiori)
- Posa, dévoilé le 20 avril 2018. (réalisation : Lucas "Styck" Maggiori)
- Juste une danse, dévoilé le 8 juin 2018.

## Liste des titres
| 1.    | Kiname (featuring Booba)             | Julio Masidi, Glory                        | 3:03 |
| 2.    | Esengo                               | Junior Alaprod                             | 3:21 |
| 3.    | Na Lingui Yé (featuring MHD)         | Julio Masidi, DSK On The Beat, Glory       | 2:50 |
| 4.    | Yakuza (featuring Wizkid)            | DSK On The Beat                            | 3:32 |
| 5.    | Mannequin (featuring KeBlack & Naza) | Julio Masidi                               | 3:42 |
| 6.    | Tout le monde danse                  | Julio Masidi, BoussBouss, John Makabi      | 2:30 |
| 7.    | Guerrier (featuring Shay)            | Junior Alaprod                             | 3:10 |
| 8.    | Siamois                              | DSK On The Beat, Guy Hervé Imboua          | 2:51 |
| 9.    | Posa                                 | Junior Alaprod                             | 3:25 |
| 10.   | Ça va aller                          | Double X                                   | 3:23 |
| 11.   | Jeudi soir                           | Le Motif, Junior Alaprod                   | 3:28 |
| 12.   | Bad Boy (featuring Aya Nakamura)     | Julio Masidi, BoussBouss                   | 3:02 |
| 13.   | Boulé                                | Double X                                   | 3:05 |
| 14.   | Belle-fille                          | Junior Alaprod                             | 3:36 |
| 15.   | Champ                                | Dj Merco                                   | 3:22 |
| 16.   | Nidja (featuring R. Kelly)           | Fally Ipupa                                | 4:25 |
| 17.   | Juste une danse                      | Christian Dessart, Rachid Mir, Fally Ipupa | 3:16 |
| 18.   | Eloko Oyo                            | Fally Ipupa                                | 4:46 |
| 60:49 |                                      |                                            |      |

## Réception

### Accueil critique
Le projet reçoit un assez bon accueil. Le public congolais qui reprochent la monotonie de ses artistes, reconnaît la créativité dont Fally a fait preuve sur cet album. Malgré un côté urbain très présent sur ce projet, Fally n'oublie pas ses racines en injectant quelques touches de rumba comme dans les morceaux Jeudi soir et Nidja et surtout les sonorités africaines y sont présentes sur pratiquement tous les morceaux de l'album.
- AfricaNews.com : « De la diversité musicale sans jamais oublier l’origine, la rumba congolaise. C’est à cet idéal qu’a voulu rester fidèle Fally Ipupa, star incontestable de la musique africaine. Un nouvel opus qui définit bien la nouvelle orientation musicale du “général cinq étoile”. De l’Afropop, comme en pullule aujourd’hui la musique urbaine ? Non, absolument pas. L’ancien prodige du “Quartier Latin” fondé par Koffi Olomidé parle plutôt du tokooos, de la musique urbaine internationale. »[21].
- Booska-P : « Perfectionniste, moderne, super exigeant, riche des deux cultures parisienne et congolaise, Fally Ipupa a le mérite de faire accepter des rythmes africains très originaux en occident. C’est depuis les années 2000 que l’artiste d’Afrique centrale s’engouffre dans le milieu musical et s’inscrit parmi ses fidèles défenseurs de la rumba congolaise. L’artiste lover, à l’image de ses textes, est un homme tendre mais aussi charismatique. Son quatrième projet « Tokooos » s’ouvre à diverses influences, il vogue dans l’entre-deux de l’authenticité et des musiques urbaines. »[22].
- BAYN's Music : « Au-delà d’être un album lambda, Tokooos est en fait un nouveau concept que veut introduire l’artiste.  Il faut dire que c’est une recette qui a l’air de bien fonctionner puisqu’on a pu découvrir 3 titres issus de l’album avant le 7 juillet  dont Kiname, en featuring avec le rappeur français d’origine sénégalaise Booba est joué et écouté dans les discothèques de toutes les grandes villes africaines et capitales européennes depuis sa sortie il y a environ sept mois. Parmi les musiques du monde présentes sur cet album, un style se démarque plus que d’autres, il s’agit de sonorités que l’on retrouve dans hip hop français bien que ce soit un album de classe internationale. »[23].

### Classements hebdomadaires
| Classement (2017)            | Meilleure position |
| ---------------------------- | ------------------ |
| Belgique (Flandre Ultratop)  | 110                |
| Belgique (Wallonie Ultratop) | 21                 |
| France (SNEP)                | 28                 |

### Certification
| Région                                                                                                 | Certification | Ventes/Streams |
| --- | ------------- | -------------- |
| France (SNEP)                                                                                          | Platine       | 100 000*       |
| *Ventes selon la certification ^Mise en rayon selon la certification xNon précisé par la certification |               |                |